# Сводные кавалерийские и конные корпуса (1914—1917)
Сводные кавалерийские и конные корпуса Русской императорской армии — оперативные кавалерийские соединения армейского подчинения, создававшиеся в ходе Первой мировой войны.

## Сводные кавалерийские корпуса
- Сводный кавалерийский генерала Драгомирова корпус (30.11.1914—17.04.1915) —
  - Сводная кавалерийская дивизия
  - 16-я кавалерийская дивизия
  - 3-я Донская казачья дивизия
- Сводный кавалерийский генерала Туманова корпус (09.1915—01.03.1916) —
  - 6-я кавалерийская дивизия
  - 13-я кавалерийская дивизия
  - 3-я Донская казачья дивизия
- Сводный кавалерийский генерала Врангеля корпус (07.1917—03.09.1917) —
  - 11-я пехотная дивизия
  - 7-я кавалерийская дивизия
  - 3-я Кавказская казачья дивизия

## Сводные конные корпуса
- Сводный конный генерала Драгомирова корпус (сентябрь 1914)[1] — сформирован в 5-й армии Юго-Западного фронта во время Галицийской битвы для действий в направлении Томашева.
  - 7-я кавалерийская дивизия
  - Сводная кавалерийская дивизия
  - Бригада 1-й Донской казачьей дивизии
- Сводный конный генерала Новикова корпус (август – сентябрь 1914 года) в составе 9-й армии Юго-западного фронта —
  - 5-я кавалерийская дивизия
  - 8-я кавалерийская дивизия
  - 14-я кавалерийская дивизия
- Сводный конный отряд[2] генерал-лейтенанта Казнакова – (октябрь 1914 года – январь 1915 года)
  - 1-я гвардейская кавалерийская дивизия
  - 5-я кавалерийская дивизия
  - Уссурийская отдельная конная бригада
- Сводный конный генерала Рерберга корпус (18.06.1915 — не ранее 08.1915) —
  - 7-я кавалерийская дивизия
  - 3-я Оренбургская казачья дивизия
  - 2-я отдельная Донская казачья бригада
- Сводный конный генерала Хелмицкого корпус (23.11.1915—29.02.1916) —
  - 3-я Кавказская казачья дивизия
  - 3-я кавалерийская дивизия
  - 23-я ополченская бригада
  - 2-й дивизион 83-й артиллерийской бригады
  - 53-я особая Донская казачья сотня
  - два партизанских отряда XXIV армейского корпуса
  - Отдельный отряд штаба 3-й армии

## Сводный казачий корпус
- Сибирская казачья дивизия
- Уральская казачья дивизия
- Туркестанская казачья дивизия